# سیارک ۱۳۷۵۱
سیارک ۱۳۷۵۱ (به انگلیسی: 13751 Joelparker، نامگذاری:1998SS55) سیزده هزار و هفتصد و پنجاه و یکمین سیارک کشف شده‌است که در ۱۶ سپتامبر ۱۹۹۸ کشف شد.
قدر مطلق سیارک برابر ۱۴.۱ است.